# UTC−10
0° пн. ш. 150° зх. д. / 0° пн. ш. 150° зх. д.
UTC-10 — часовий пояс, центральним меридіаном якого є 150 зх.д. Час тут на десять годин відстає від всесвітнього та на дванадцять — від київського.
Географічні межі поясу:
- східна — 142°30' зх. д.
- західна — 157°30' зх. д.

Між цими меридіанами розташовані такі території: середня смуга Аляски, крайній схід Гаваїв, Центральна Полінезія (Острови Суспільства (в тому числі Таїті), Туамоту, Тубуаї (в тому числі острови Маротірі)
У навігації позначається літерою W (часова зона Віскі)

## Часові зони в межах UTC-10
- Алеутський стандартний час
- Гавайський час

## Використання

### Постійно протягом року
- Нова Зеландія
  -  Острови Кука
- США — част.:
  - Гаваї
- Франція — част.:
  -  Французька Полінезія — част.:
    - Острови Товариства
    - Тубуаї

### З переходом на літній час
- США — част.:
  - Аляска — част.:
    - Алеутські острови

### Як літній час
не використовується

## Історія використання
Додатково UTC-10 використовувався:

### Як стандартний час
- Кірибаті
  - Острови Лайн
- США — част.:
  - Аляска (за винятком Алеутських островів та крайнього сходу)
- Токелау (до 29 грудня 2011)

### Як літній час
- Самоа (до 29 грудня 2011)
- США — част.:
  -  Мідвей (атол)
  - Аляска — част.:
    - Території на захід від 157°30' зх. д.